# Median-Dreieck

Median-Dreieck:
Ausgangsdreieck:
Median-Dreieck des Median-Dreiecks:
Flächenbeziehung:
Seitenverhältnis:

Das Median-Dreieck oder Seitenhalbierenden-Dreieck eines gegebenen Dreiecks (Ausgangsdreieck) ist ein Dreieck, dessen Seiten den Seitenhalbierenden des Ausgangsdreiecks entsprechen und zu diesen parallel sind. Die Fläche eines Median-Dreiecks beträgt {\displaystyle {\tfrac {3}{4}}} der Fläche des Ausgangsdreiecks. Konstruiert man das Median-Dreieck zu einem Median-Dreieck, so ist dieses ähnlich zum Ausgangsdreieck des ursprünglichen Median-Dreiecks mit einem Streckfaktor beziehungsweise Seitenverhältnis von {\displaystyle {\tfrac {3}{4}}}.